# Cloreto de molibdênio(V)
Cloreto de molibdênio(V) é um composto inorgânico de fórmula química [MoCl5]2. Apresenta-se na forma de sólido escuro e volátil. É utilizado em pesquisas para preparar outros composto de molibdênio. É solúvel em solventes clorados.